# Thishiwe Ziqubu
Thishiwe Ziqubu (5 de agosto de 1985) es una actriz, directora de cine y guionista sudafricana. Ganó el premio a la mejor actriz de reparto en los Premios de la Academia del Cine Africano en 2016 por su interpretación como Tashaka en la comedia romántica Tell Me Sweet Something. En 2019 dirigió algunos episodios de la serie MTV Shuga Down South.

## Biografía

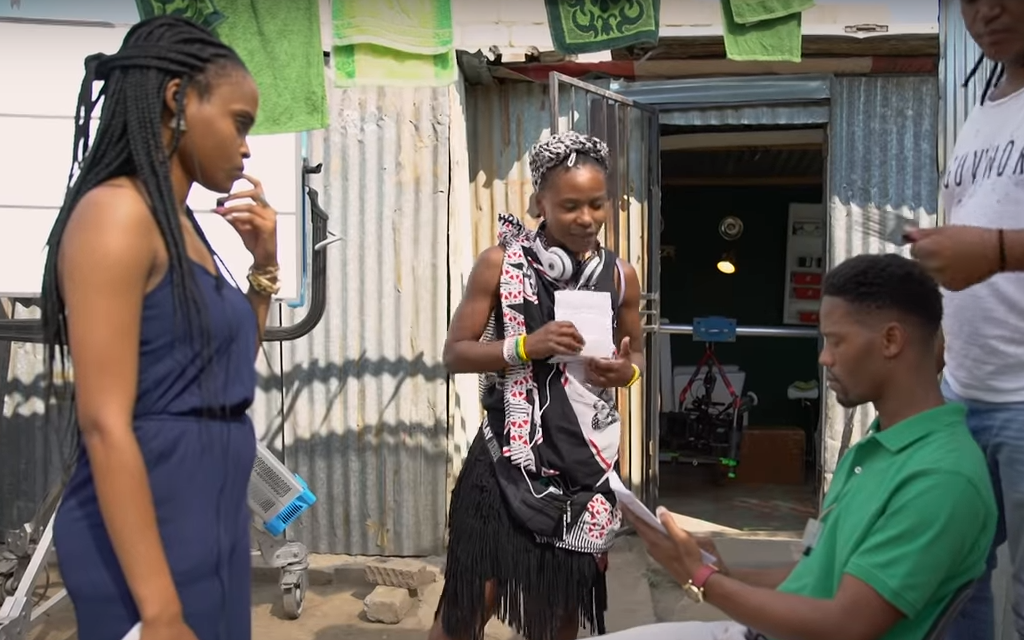
Ziqubu (centro) durante el rodaje de MTV Shuga

Ziqubu hizo su debut como actriz en 2011 en la película dramática Man on Ground, con la que obtuvo reconocimiento en su país natal. Como directora y guionista ha publicado tres cortometrajes: Out Of Luck, Subdued y Between the Lines, además de aportar los guiones de las series de televisión Isidingo, Rhythm City y Is'Thunzi. Fue una de las creadoras de la serie sobrenatural Emoyeni en 2018.
En 2019 dirigió algunos episodios de la serie de televisión MTV Shuga Down South.

## Filmografía destacada
| Año  | Título                    | Papel   |
| ---- | ------------------------- | ------- |
| 2011 | Man on Ground             | Zodwa   |
| 2014 | Hard to get               | Skiets  |
| 2015 | While You Weren't Looking | Shado   |
| 2015 | Tell Me Sweet Something   | Tashaka |